# Epiplatys chaperi
Epiplatys chaperi és una espècie de peix de la família dels aploquèilids i de l'ordre dels ciprinodontiformes. Poden assolir fins a 6 cm de longitud total.
Es troba a Àfrica: Costa d'Ivori, Togo i Ghana.